# كي. جي. بيشوب
كي. جي. بيشوب (بالإنجليزية: K. J. Bishop)‏ (6 مارس 1972، ملبورن في أستراليا)؛ كاتِبة وروائية أسترالية.